# (25301) Ambrofogar
(25301) Ambrofogar est un astéroïde de la ceinture principale.

## Description
(25301) Ambrofogar est un astéroïde de la ceinture principale. Il fut découvert le 7 décembre 1998 à San Marcello Pistoiese par Maura Tombelli et Andrea Boattini. Il présente une orbite caractérisée par un demi-grand axe de 3,09 UA, une excentricité de 0,05 et une inclinaison de 11,8° par rapport à l'écliptique.

## Compléments